# Arquitectura menor
Arquitecturas menores son todas aquellas potencialidades arquitectónicas capaces de resignificar un espacio mediante la desarticulación de las dinámicas, objetos y sujetos de la disciplina arquitectónica tradicional. Las arquitecturas menores responden a estrategias formales, simbólicas y/o mentales de diversa índole por las que aquel que practica un espacio construido consigue apropiarse del mismo, trabajando en favor de un reconocimiento más amplio de la realidad, hacia un entorno más diverso y, por lo tanto, más inclusivo. Este devenir espacio, ampliando los límites de lo real dentro de la propia obra arquitectónica, permite una reterritorialización capaz de elevar al grado de “político” las circunstancias de un/a individuo/a o colectivo.
Este concepto ha sido empleado dentro de la teoría de la arquitectura por diversos autores desde la década de los 90 del siglo XX. Toma el adjetivo menor del concepto de literatura menor empleado por los filósofos Gilles Deleuze y Félix Guattari, en referencia a la literatura del autor bohemio Franz Kafka. La primera en emplear el término arquitectura menor fue la arquitecta Jennifer Bloomer, la cual recogía bajo este concepto todas aquellas prácticas arquitectónicas que se guiaran por las tres características principales que distinguen a la literatura menor: desterritorialización, pérdida de lo individual en lo político y enunciación colectiva. Diferentes autores han empleado el término, la mayoría de ellos continuando la senda marcada por Bloomer, destacando entre ellos los también autores estadounidenses John Paul Ricco y Jill Stoner, o la arquitecta española Lucía Jalón Oyarzun, encargada de la traducción al castellano del libro Hacia una arquitectura menor (2018), gracias al cual el término toma impulso en el ámbito hispanohablante. 

## Contextualización
El concepto de arquitectura menor surge en un momento en el que la influencia de autores posestructuralistas como Foucault, Derrida, Barthes o Deleuze, es muy fuerte en teoría de la arquitectura, lo que da lugar a la aparición de un nuevo conjunto de autoras, teóricas de la arquitectura, muy críticas con la disciplina y con un marcado discurso feminista, que desarrollan sus ideas y textos con material posestructuralista. Dentro del campo de la arquitectura la autora más notable fue Jennifer Bloomer, la primera en trasladar el adjetivo menor de la literatura a la arquitectura. Partiendo de la propuesta de Bloomer de una arquitectura menor, diversos autores han tomando el concepto y añadido sus propios matices y reflexiones, pero existen otras voces que también han hecho un desarrollo de lo menor en paralelo, como la arquitecta Joan Ockman, que analiza la relación entre lo menor y lo mayor dentro de la arquitectura como una condición histórica

### Literatura menor
Literatura menor hace referencia a la literatura de un escritor que pertenece a un grupo en minoría —que puede o no tener su propia lengua—  y escribe en una lengua dominante, de mayoría. Se caracteriza principalmente por “la desterritorialización de la lengua, la articulación de lo individual en lo inmediato político y el dispositivo colectivo de enunciación”. Es un término acuñado por Gilles Deleuze y Felix Guattari en su libro Kafka, por una literatura menor (1975). 

#### Desterritorialización de la lengua

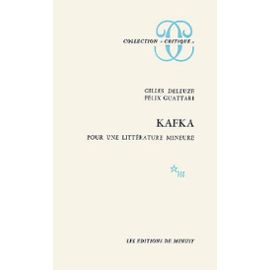
Portada de la primera edición en francés del libro Kafka, por una literatura menor

Esta característica está vinculada con la lengua y su desplazamiento geográfico: “el idioma se ve afectado por un fuerte coeficiente de desterritorialización” en el sentido de que la lengua en la que la obra está escrita, no es la dominante. Esto puede verse ejemplificado en la obra de Kafka: el alemán de Praga es una lengua que está en condiciones de destierro y, por ello, confinada a un uso menor:
La imposibilidad de escribir en otro idioma que no sea el alemán es para los judíos de Praga el sentimiento de una distancia irreductible con la territorialidad primitiva checa. Y la imposibilidad de escribir en alemán constituye la desterritorialización de la población alemana misma, minoría opresora que habla un idioma ajeno a las masas, como un ‘lenguaje de papel’ o artificial.

#### Pérdida de lo individual en lo político
La segunda característica de estas literaturas es que, en ellas, a diferencia de las literaturas mayores, cuya problemática individual se inserta en un medio social que le sirve de telón de fondo, la literatura menor, al desarrollarse en un espacio marginal y reducido, plantea un problema individual que conecta de inmediato con lo político. Dicho de otro modo, el problema individual se dimensiona en el ámbito político, agrandándose, volviéndose indispensable lo social. Es decir, dadas las circunstancias de marginalidad u opresión de una máquina política, los escritores de una literatura menor no tienen la posibilidad de desarrollar un discurso individual, su obra es una línea de fuga para superar un problema político. 
Volviendo a Kafka, como ejemplo, su literatura no desarrolla los conflictos que tiene como individuo: sus cuestionamientos filosóficos o estéticos, al contrario, en sus obras literarias se encuentra un discurso plenamente político. Esta característica relaciona de manera importante al autor con su colectividad.

#### Enunciación colectiva
La tercera característica es la que indica su valor colectivo. El lenguaje que emplea Kafka en su obra es de una sobriedad evidente. No aspira a expresar cierto tipo de belleza estilística, pues lo político se adueña de la enunciación, dadas sus aspiraciones colectivas. El sujeto que enuncia, al estar inmiscuido en una minoría, emite un mensaje que representará la voz colectiva de esa minoría:
En cierto sentido Kafka es portador de un mensaje de pueblo, de raza, de némesis […] sus personajes, temas y vicisitudes o tribulaciones que integran regularmente el argumento y la tesis, encajan perfectamente en el concepto de mito. El hecho de que esos personajes por lo regular no tengan nombre ni lo necesiten, que no se nos diga ni hay por qué saber cómo son, de dónde proceden ni dónde están, colocándolos como piezas móviles e intercambiables de un gran azar que configura una fatalidad, demuestra su sentido de desterritorialización. Cada uno es yo y tú.
Los movimientos expresivos en Kafka optan siempre por pasar de la individualidad a un acceso colectivo, así, la sola letra K en El Castillo no será un sujeto narrador ni sujeto personaje sino un método, una manera de hacer funcionar esta voz de la colectividad minoritaria apartada de su territorio. La literatura menor no enuncia sujetos individualizados y, para ello, también es preciso que el escritor lleve a cabo el mismo movimiento de desterritorialización con todo su proceso de escritura, desde su propia lengua hasta el lenguaje empleado, el cual se desarrollará de manera sucinta para enunciar su pobreza y soledad a pesar de estar inmerso en una colectividad que no lo acoge, lo rechaza: “Escribir como un perro que escarba su hoyo, una rata que hace su madriguera. Para eso: encontrar su propio punto de subdesarrollo, su propia jerga, su propio tercer mundo, su propio desierto”. En otras palabras, en vista de que la lengua se halla fuera de su territorio, el lenguaje en Kafka intensificará su pobreza para hacer de ella un uso puramente intensivo, hacer resonar su materialidad. Cuando Kafka nombra o, mejor dicho, emite un sonido, no está buscando expresarse con ayuda de la carga semántica de la palabra sino hacer “un uso intensivo asignificante de la lengua”. Le interesan los devenires y su labor literaria forma parte también de ese devenir donde su obra se vuelve un dispositivo, una máquina que funciona porque hace movimientos y éstos hablan dispuestos a encontrar su entrada en la colectividad.

### Origen del término

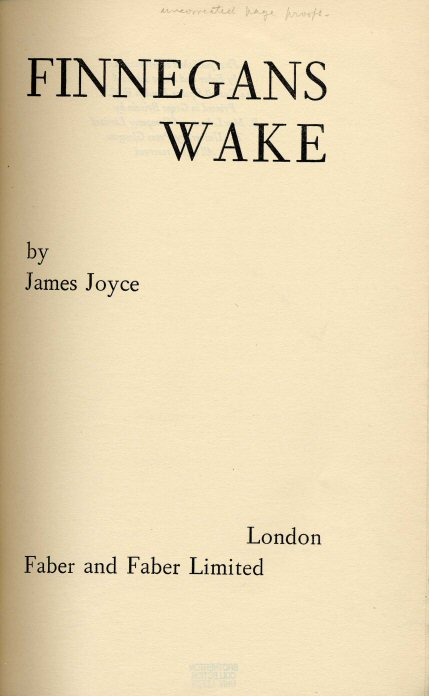
El estilo de escritura de James Joyce en Finnegans Wake, lleno de redundancias sonoras, es una fuerte inspiración en los escritos de Bloomer

En los primeros textos de Bloomer en los que se empieza a esbozar el concepto, las arquitecturas menores vienen definidas por ser prácticas que siguen las tres condiciones que denotan una literatura menor; siempre son colectivas, anónimas, bastardas. En el desarrollo teórico del término, por su propia inclusión dentro de los desarrollos de género de la autora, está muy presente el deseo y sus posibilidades de espacialización, se llega a definir la arquitectura menor como una arquitectura del deseo que opera en los intersticios de la arquitectura mayor. Para Jennifer Bloomer, frente a lo menor de Guattari y Deleuze se plantea lo mayor de Manfredo Tafuri, término que el arquitecto italiano emplea en su descripción y análisis de la arquitectura de los jardines de Kew, en Londres. Siguiendo el empleo del término mayor de Tafuri, Bloomer afirma que «Una arquitectura mayor implica la presencia de otra arquitectura, que por propia lógica, sería arquitectura menor». La arquitecta propone este trasvase de lo menor de lo literario a lo arquitectónico con ciertas modificaciones, pero éstas no son expuestas con claridad en ninguno de sus textos. Existen autoras, como Irit Katz Feigis, que se han preocupado por este trasvase y sus posibles limitaciones, o las posibles contradicciones que se puedan llegar a generar.
Para Bloomer, el espacio de una arquitectura menor tiene diversas entradas, y su exploración comprende dos caminos: un acercamiento a través del embellecimiento artificial y simbolista del lenguaje, al estilo de James Joyce (fuerte y principal influencia en la mayoría de textos desarrollados por la autora en esta época), y otro enfoque kafkiano, donde el lenguaje se empobrece hasta el punto de la sobriedad. Esta exploración de la arquitectura, de su campo visual y materialidad, comprende para Bloomer el acercamiento a un conjunto de ideas, materias e imágenes que han permanecido en la periferia del imaginario arquitectónico y que permitirán una línea de fuga dentro de la arquitectura hegemónica y falocéntrica que únicamente atiende a criterios formales y estéticos. Esta búsqueda en los límites interiores de la disciplina se materializa en un texto/exposición titulado Abodes of Flesh and Theory: Tabbles of Bower, donde una serie de instalaciones se diseñan y construyen a partir de restos y materiales humanos y animales, pero siguiendo reglas establecidas dentro de la disciplina sobre composición geométrica, simetría y embellecimiento de la estructura mediante ornamentación. La consumación de todos los textos elaborados por Jennifer Bloomer dará como resultado la publicación de su libro Architecture and the Text: The (S)crypts of Joyce and Piranesi, del cual se publicó un capítulo introductorio titulado A lay a stone a post a pen the ruddyrun: Minor Architectural Possibilities, en el que se menciona que el título de este libro antes de su publicación era Desiring Architecture, confirmando la importancia del deseo en el desarrollo de lo menor en la arquitectura.
Bloomer, y posteriormente Stoner, toman la noción de deseo de Deleuze considerándolo como flujo creador de sentidos, que puede trazar líneas de fuga colectivas que buscan escapar de los códigos estatales, una fuerza que produce lo real. Hay una relación evidente entre en deseo y el agenciamiento. Deleuze y Guattari en Mil Mesetas mencionan:
El deseo siempre está agenciado, el deseo es lo que el agenciamiento determina que sea. Al nivel de las líneas de fuga, el agenciamiento que las traza es del tipo máquina de guerra. Las mutaciones remiten a esa máquina, que no tiene verdaderamente la guerra por objeto, sino la emisión de cuantos, de desterritorialización, el paso de flujos mutantes (en ese sentido, toda creación pasa por una máquina de guerra).
Las arquitecturas menores, como máquinas de guerra, pueden tener la fuerza suficiente para fraguar una grieta en las arquitecturas mayores y sus códigos.
La mayoría de prácticas o arquitecturas propuestas como menores a partir del desarrollo de Bloomer tienen un marcado carácter social, como el trabajo del arquitecto Tadashi Kawamata, cuyas obras, según Janet McCaw, "ponen en jaque las relaciones de poder dentro de la arquitectura".

## Genealogía de uso

### The Logic of the Lure
Los estudios de género y exploración de los espacios asociados a identidades diferentes a las hegemónicas que hacen autoras como Bloomer o Beatriz Colomina (Sexuality and Space, 1992), crearon el contexto idóneo para que autores como John Paul Ricco tomaran lo menor como un camino de estudio dentro de la arquitectura y teoría del espacio. Ricco es profesor del departamento de Estudios Visuales en la Universidad de Toronto, licenciado en historia del arte y teórico, cuyas investigaciones interdisciplinares trazan conexiones entre el arte y la arquitectura del siglo pasado y las contemporáneas. Figura como uno de los primeros autores en establecer conexiones y llamar la atención sobre cuestiones relativas a espacio, geografía y arquitectura dentro de los estudios queer y las políticas del VIH en la década de los 90 Archivado el 30 de junio de 2020 en Wayback Machine.. Influenciado durante su doctorado por autoras como Colomina y Bloomer, toma el concepto de lo menor de esta última y lo desarrolla con nuevos matices, dimensiones y referencias en su primer libro The Logic of the Lure (2002). Aún como estudiante de doctorado, escribe una primera versión del texto Jacking-off a Minor Architecture (1992) que se enmarca dentro de un seminario centrado en la “desdomesticación” de la arquitectura. En este escrito, el autor utiliza el concepto de lo menor para romper binomios como lo público-privado, y propone los cuartos oscuros de los bares gais de los 90 como espacios menores: la articulación colectiva de estas salas, su “desdomesticación” de la sexualidad y la arquitectura, lo político de los cuerpos desterritorializados que las ocupan, rompe con las categorías y tipologías que establece la arquitectura hegemónica, convirtiéndose en espacios menores. En esta primera aproximación del autor a las arquitecturas menores, las define como zonas intermedias, pasillos que nunca están completamente fuera de la arquitectura mayor, a pesar de que en su posterior desarrollo del término las enuncie lo menor como el Afuera arquitectónico. En su libro de 2002, The Logic of The Lure, el primer capítulo titulado Minor establece las bases teóricas de la arquitectura menor propuesta por Ricco, reformuladas con respecto a aquellas planteadas 10 años antes. Partiendo de una argumentación relacional basada en autores como Foucault o Maurice Blanchot, desarrolla conceptos como el Afuera, el Otro o lo virtual. Extrapolando esta definición relacional del Yo a la arquitectura aparecen sus arquitecturas menores:  «La arquitectura a un lado/junto a la arquitectura es lo que yo llamo arquitectura menor, arquitectura que no es ni el interior de la arquitectura ni el exterior, sino la arquitectura fuera de la arquitectura—el Afuera arquitectónico.»
Al igual que el desarrollo de Bloomer, las ideas y materiales posestructuralistas son base y fundamento de lo menor, donde Deleuze toma especial relevancia al asimilar Ricco el concepto de menor con el de virtual, haciendo de la arquitectura menor algo imperceptible, no verificable e indeterminado. Si existe una diferencia con respecto a Jennifer Bloomer es la propia materialización de estos espacios menores: mientras que para la primera la utilización de materiales abyectos y la construcción de objetos que visualmente resultan exteriores a las bases de la disciplina son una manifestación del carácter menor, Ricco habla de la imperceptibilidad de estos espacios por operar mediante la lógica de desterritorialización espacial, esta virtualidad es lo que dota de capacidad crítica a una arquitectura menor.

### Hacia una Arquitectura Menor
En 2012 la arquitecta y profesora Jill Stoner publica Hacia una arquitectura menor, libro en el que mediante la eliminación de los cuatro grandes mitos de la arquitectura (dicotomía interior-exterior, la autonomía del objeto, la heroicidad del arquitecto y el binomio cultura-naturaleza), aboga por una práctica arquitectónica que nazca de la resistencia y del deseo colectivos. El libro se publicó traducido al castellano en 2018 por la también arquitecta Lucía Jalón Oyarzun.

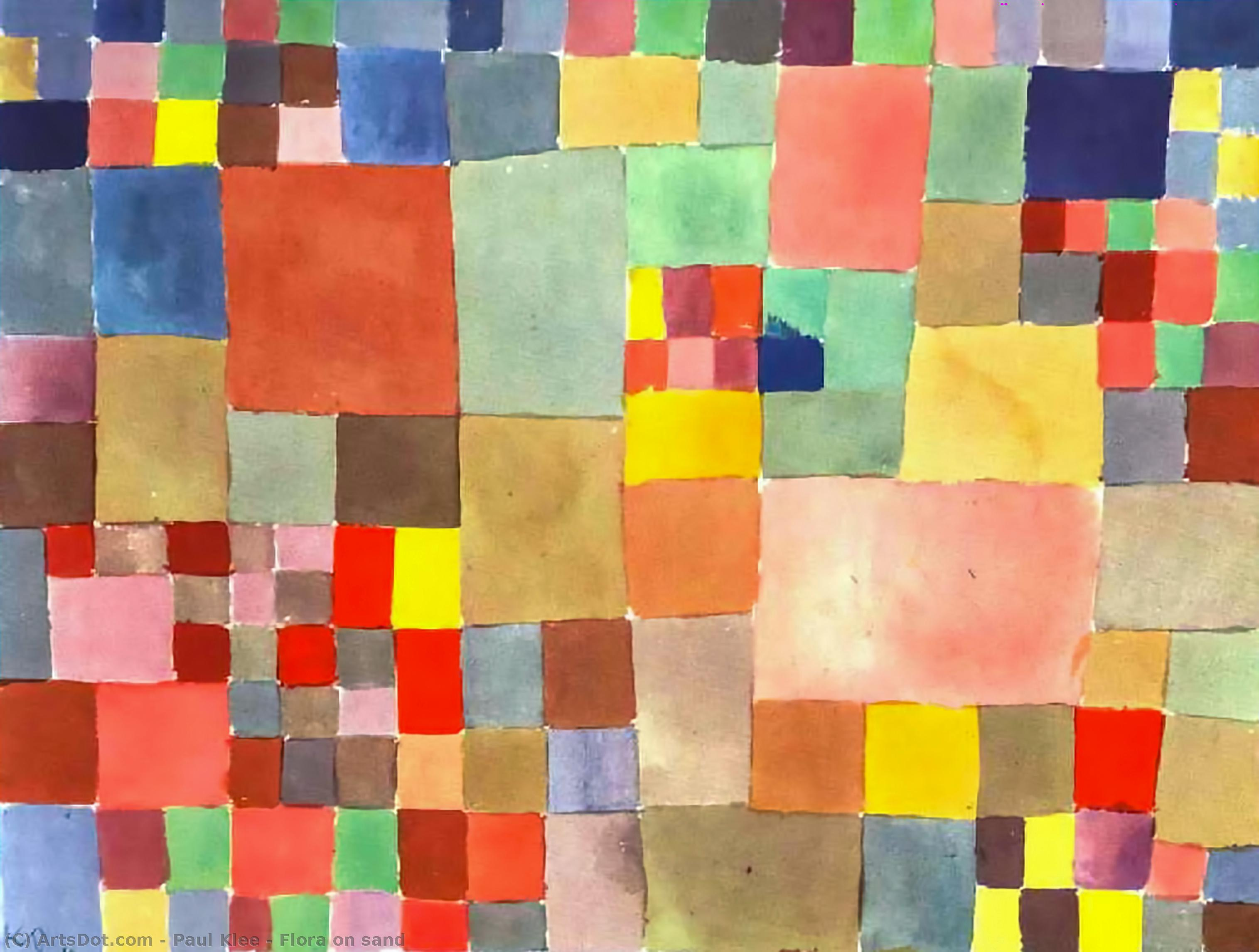
Flora on sand, obra de 1927, Paul Klee. Stoner ve en los cuadros de Klee líneas que crean espacio en lugar de ocuparlo; expresan potencia.

Lo menor se transfiere a lo arquitectónico para hablarnos, no de poderes (y saberes) establecidos y estables, sino de la potencia de los cuerpos y las cosas, del movimiento inmanente en que están siempre implicadas. Lo menor señala y pone en valor ese devenir, y nos permite caracterizar y explorar las operatividades que emergen de su expresión.
Stoner se apoya en la literatura y el pensamiento del siglo XX (Borges, Paul Klee, Walter Benjamin, Foucault, Agamben) con un discurso cuya expresividad y terminología se corresponden con aquellos iniciados por Bloomer hace tres décadas, pero que sirven como punto de apoyo desde el cual proponer una práctica que lidie con las ruinas del siglo XX. Los espacios o construcciones que propone como arquitecturas menores son en su mayoría espacios literarios, espacios de reclusión, o ambos; lo que pone de manifiesto estas arquitecturas menores es la intención de huida, el deseo de resistencia: son las líneas de fuga propuestas por Deleuze y Guattari, aquellas que conectan lo actual con el espacio de posibilidades. El objetivo último del libro de Stoner es, en sus propias palabras, una práctica más política de la arquitectura, que deje atrás los poderes políticos y económicos que mantienen relaciones de complicidad con las arquitecturas mayores (las del Estado y los poderes económicos). En el desarrollo de las arquitecturas menores como anónimas, el enfoque de Stoner va más allá que Bloomer, poniendo en jaque la necesidad del arquitecto entendido como titulación académica. Las arquitecturas menores deshacen el objeto arquitectónico al igual que al sujeto de la arquitectura mayor, el arquitecto; su autoría reside en lo colectivo de las relaciones que se desarrollan continuamente en el espacio.
Cuando una línea de deseo encuentra un punto débil dentro de una forma aparentemente estable y ortodoxa, actúa como una palanca, es capaz de abrir una grieta insignificante que se cruza y entrelaza con otras tantas insignificancias. Por esta razón, las arquitecturas menores tienden a reproducirse; componen una multiplicidad entrelazada, volátil y fértil, que funciona mediante la sustracción y la reacción.
La imagen del arquitecto como el técnico planificador que tiene potestad sobre el territorio y lo que en él acontece se ha mantenido por mucho tiempo, y es necesario comenzar a poner la mira en lo menor.
El desafío que se abre ante nosotros es el de desterritorializar y reterritorializar, despertar el modo menor que existe dentro de todos estos ensamblajes complejos y sobresaturados (edificaciones cargadas de detalles constructivos e innumerables partes y materiales, arquitecturas del capital donde el ámbito económico es crucial.
Al igual que la propuesta de Bloomer en los 90, el texto de Stoner ha provocado una nueva búsqueda de ese carácter menor en el contexto actual, donde conceptos como la biopolítica de Foucault o la nuda vida de Agamben siguen igual de presentes. El resultado de esta búsqueda genera propuestas de carácter muy similar a aquellas que suscitó 30 años atrás: movimientos impulsados por protestas desde los colectivos que forman la base dentro de estructuras de poder o situaciones de encierro físico o político.

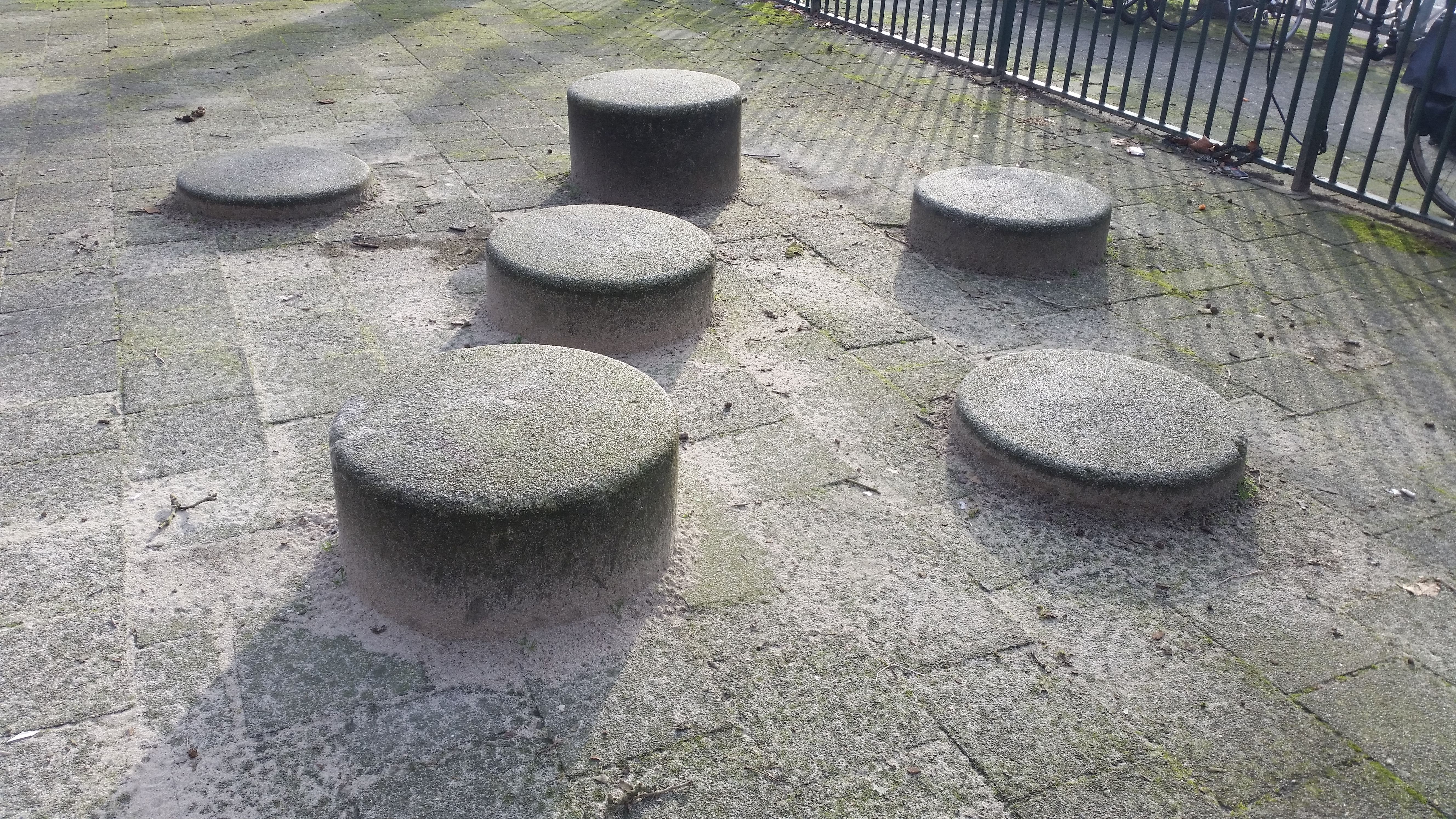
Playgrounds de Aldo Van Eyck. Para Oyarzun, estos lugares de juego están cargados de potencia disposicional esperando el punto de vista corporal de los jugadores.

Otras propuestas que nacen de un análisis del texto de Jill Stoner y la traducción y trabajo de Oyarzun argumentan sobre el potencial de todo el cuerpo teórico y literario de “Hacia una arquitectura menor” para sentar las bases de una nueva práctica de intervención arquitectónica (rehabilitación, restauración) o como base teórica para una arquitectura feminista.

### Excepción y cuerpo rebelde
La traducción del libro Hacia una arquitectura Menor al castellano fue realizada por la arquitecta Lucía Jalón Oyarzun, autora también del prólogo. La tesis doctoral de Oyarzun, titulada Excepción y cuerpo rebelde: lo político como generador de una arquitectura menor, trata de articular una arquitectónica menor muy centrada en el cuerpo y su potencia, conceptos ligados a la filosofía de Baruch Spinoza. El desarrollo de esta arquitectónica sujeta al cuerpo otro, donde se hace tan presente la necesidad del cuerpo rebelde, como un concepto espacial más que constructivo, pone los desarrollos de la autora en línea con los de John Paul Ricco.

## Arquitectura menor como proceso emergente
Las arquitecturas menores, definidas y comprendidas en plural por su propia configuración múltiple, pasan a menudo desapercibidas y se enriquecen al permanecer abiertas. Su potencialidad radica, por tanto, en el orden del devenir, por sus movimientos y los flujos que ellas posibilitan, independientemente de los resultados finales en cuestiones netamente arquitectónicas, y en lo que refiere a lo técnico. 
Lo menor señala y pone en valor ese devenir, y nos permite caracterizar y explorar las operatividades que emergen de su expresión

Reconocer puntos de emergencia a partir de ampliar la realidad supone comprender que lo real no es sólo la forma inmediata, medible y representable del lenguaje oficial. Configurar los espacios arquitectónicos a partir de reconocer la potencia de las imágenes virtuales que la completan, permite habilitar esas fuerzas invisibles, incontrolables y profundamente determinantes para la propia composición de los mismos. Frente a la hipercomplejidad de los sistemas que configuran las maneras del habitar contemporáneo, las respuestas no reduccionistas se relacionan con la posibilidad de aparición de lo emergente. La potencialidad presente en lo menor dentro del espacio arquitectónico logra encontrarse determinada por su capacidad de habilitar la aparición de procesos emergentes, imposibles de ser comprendidos de manera absoluta en sus variadas interpretaciones. Los modos de hacer arquitecturas menores se presentan como prácticas para renaturalizar estructuras y distintas formas de vida. 

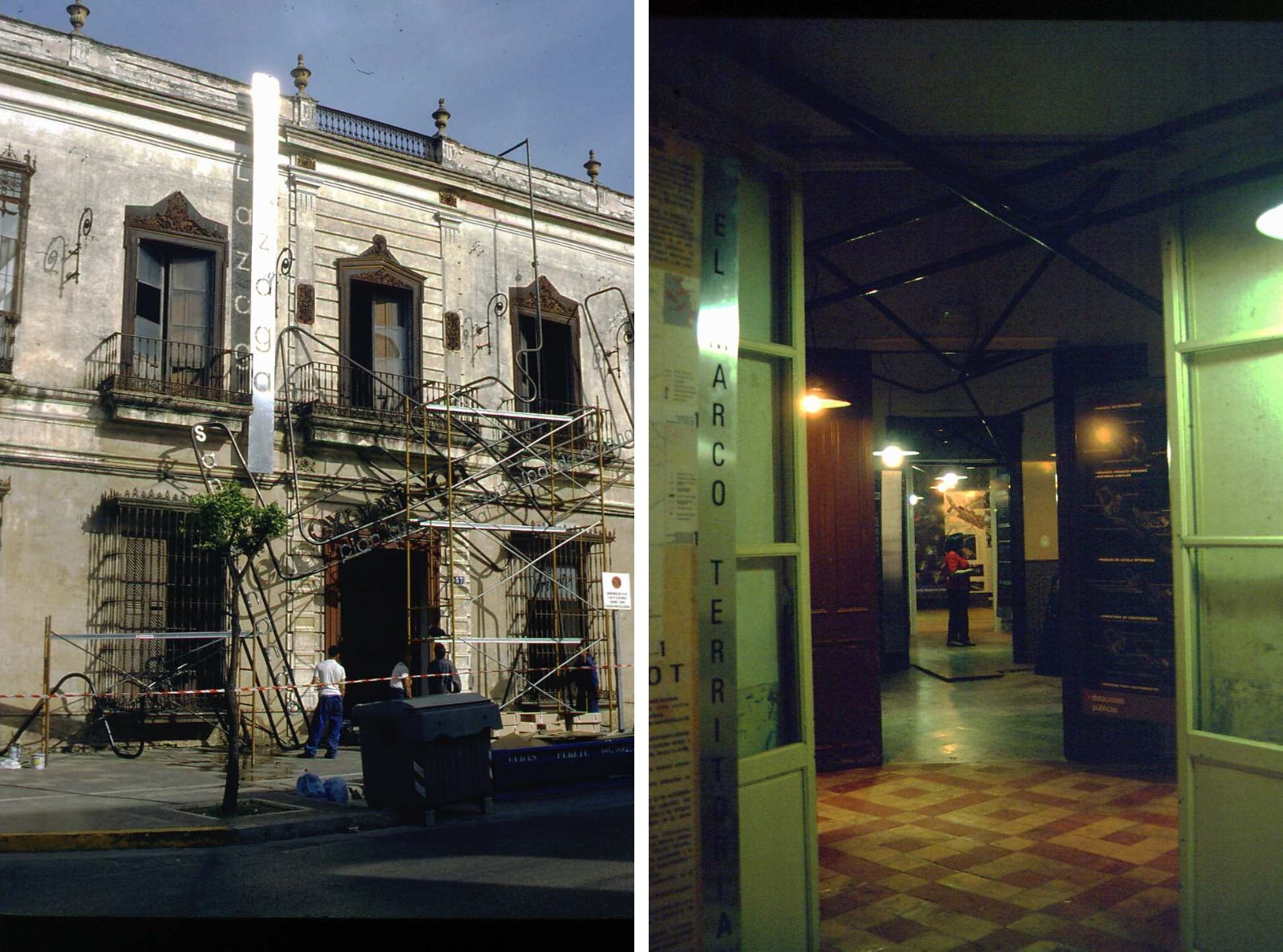
"Exposición del Documento de Avance del PGMO de San Fernando". Casa Palacio Lazaga, San Fernando. Cádiz. Mayo, 2002.

El valor de estos procesos emergentes radica en lo que el filósofo francés Jean Baudrillard reconoce como respuesta frente lo extremadamente banal, inmanente a un mundo saturado por los modos de producción y consumo capitalistas. Dicho en otras palabras, lo emergente se presenta en contraposición a “la indiferencia de las cosas a su propio sentido, la indiferencia de los efectos a su propia causa”. En este sentido, las arquitecturas menores son capaces de posibilitar la aparición de lo emergente y, al mismo tiempo, la conciencia sobre el potencial de lo emergente es fundamental para la habilitación de espacios arquitectónicos de este tipo.
En el campo de la literatura existen acercamientos que condicen a las formas en las que las arquitecturas menores logran reconocerse como tales.  Tan es así, que la capacidad de emerger expuesta por John Paul Ricco en referencia a los “espacios itinerantes” se relaciona con los espacios intersticiales, intermitentes, nómadas e improbablemente situados que Georges Didi-Huberman describe como posibilidad de potencia para dar cabida a los resplandores inesperados que suponen la supervivencia de las luciérnagas. En este sentido, el espacio arquitectónico menor posibilita el emerger de una política de reterritorialización organizada en base a aquello que no ha desaparecido completamente y, sobre todo, en aquello que aparece pese a todo.
En un mundo globalizado surgen espacialidades y prácticas de resistencia que se oponen a los procesos de homogeneización y control establecidos por los poderes centrales. Es aquí donde las arquitecturas menores se presentan como potencia para operar entre los espacios y arquitecturas dominadas por la hegemonía mediante líneas de fuga, materiales abyectos, construcción de objetos exteriores a la disciplina y en su imperceptibilidad, propia de operar bajo su consecuente lógica de desterritorialización espacial.

## Resignificación y reterritorialización
Las características determinadas para las prácticas arquitectónicas menores se manifiestan en el espacio político de las ciudades contemporáneas como respuestas tácticas frente al dispositivo biopolítico actual, el cual se amplifica en las configuraciones urbanas y en la propia producción de vidas separadas de sus formas, como vidas vulnerables a la violencia de la soberanía.
Las arquitecturas menores pueden presentarse como las prácticas del antes, del durante y del después en la configuración del espacio arquitectónico. Así como la cronofotografía es la fotografía del movimiento, es decir que su significancia está en el cambio, las arquitecturas menores se fundamentan en su continuo proceso de resignificación de la “obra arquitectónica”, en sus inmanentes dinámicas y mutaciones, determinados y permitidos a la vez por sus propios efectos que siempre tendrán algo de inacabado, incompleto e imperfecto.  

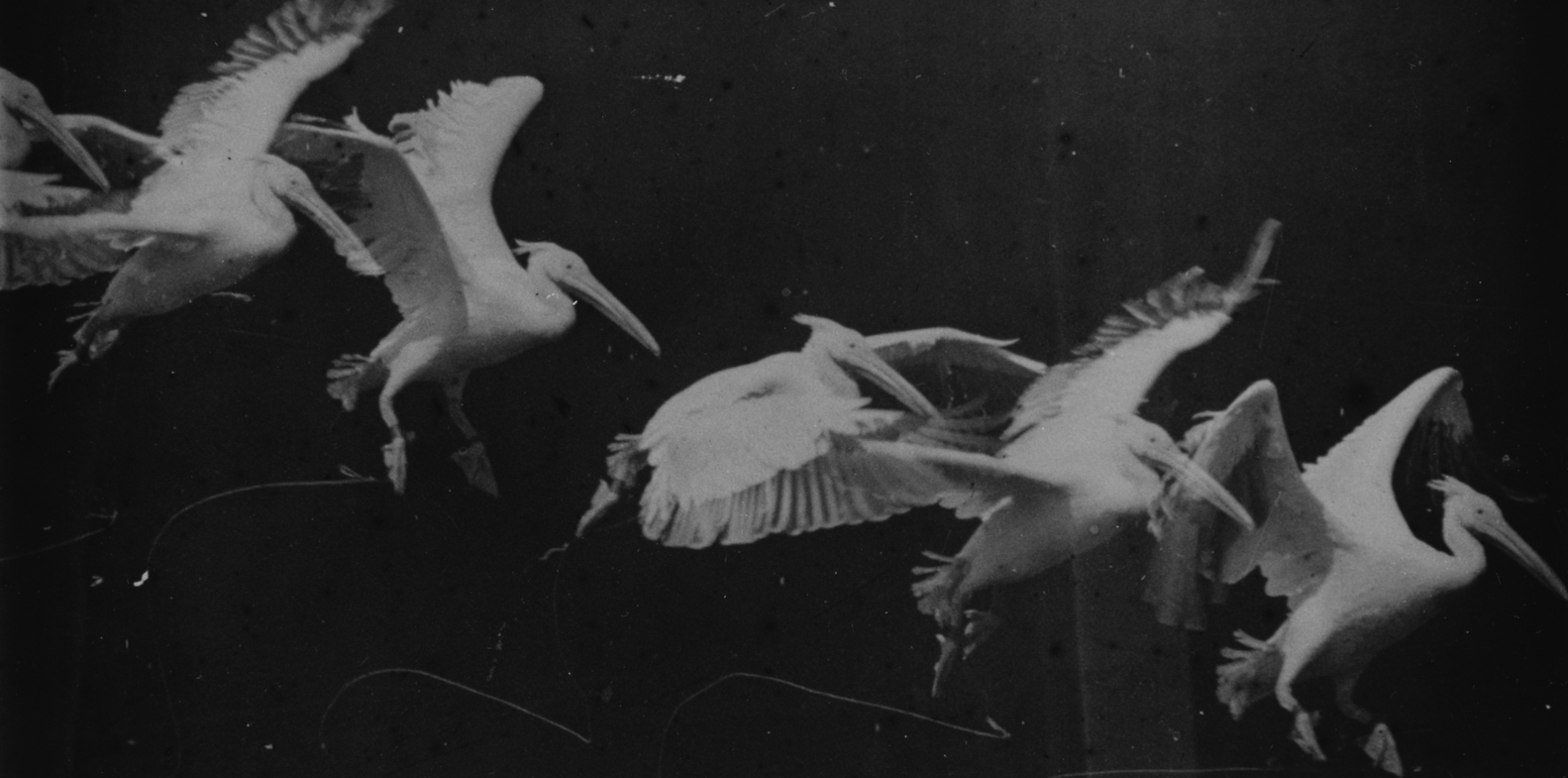
Cronofotografía del vuelo de un pelícano por Étienne Jules Marey. Marcel Duchamp reconoce que se trataba de capturar el movimiento mediante fotografías repetidas.

El espacio arquitectónico como cuerpo resignificado, en la reterritorialización que permite la ampliación de los límites de lo real, depende de la capacidad de dialogar con la “memoria del lugar” o el anima locus al que hace referencia Juan José Lahuerta. Las arquitecturas menores operan en cuanto a esta memoria del lugar, tendiendo a una obra arquitectónica como vinculación de “cuerpo, materia y resultado”, tal como Jean Luc Nancy ensaya en “El Intruso” abordando posiciones alternativas en cuestiones de inmunidad, al tomar en consideración su propio cuerpo como el elemento resignificado. En el mismo sentido que este filósofo francés deconstruye su pensamiento para convertir imperceptibles los límites de intrusos y extraños, fantasmas y huéspedes, a partir de la desaparición de la dualidad de ausencias y presencias en su mismo cuerpo, las prácticas arquitectónicas menores abogan por una resignificación consciente de los límites de lo real que posibiliten entornos más diversos e inclusivos.

## Ampliaciones y resonancias

### Urbanismo menor
Ida Sandström, en su tesis doctoral Toward a minor Urbanism: Thinking Community without Unity in Recent Makings of Public Space, parte del interrogante sobre cómo planificar y diseñar para la comunidad en diversas situaciones urbanas, concibiendo el espacio público como un vehículo para fomentar la apertura hacia las diferencias, tanto en la práctica como en la teoría. En este trabajo, analiza dos proyectos de espacio público: Superkilen en Copenhague, Dinamarca, y Jubileumsparken en Gotemburgo, Suecia, que junto con conceptualizaciones teóricas referentes a lo menor y al espacio público, pretende encontrar respuestas o estrategias sobre cómo pensar e intervenir en una comunidad abierta a la diferencia o diversidades. Cada lugar tiene su cualidad propia y conjunto de factores que la identifican. 
Para desarrollar la noción de un urbanismo menor toma fundamentos del trabajo de Deleuze y Guattari sobre una literatura menor, tales como la desterritorialización, politización y enunciación colectiva, trasladando esas características al campo del urbanismo y la participación ciudadana, con énfasis en cómo la crítica transformadora  puede originarse dentro de las instituciones de planificación. En su trabajo resalta la importancia de la participación de todos los actores que intervienen en un espacio o comunidad debido a que son ellos quienes habitan y conocen más que nadie las potencialidades del lugar.

#### La ciudad del cuarto de hora

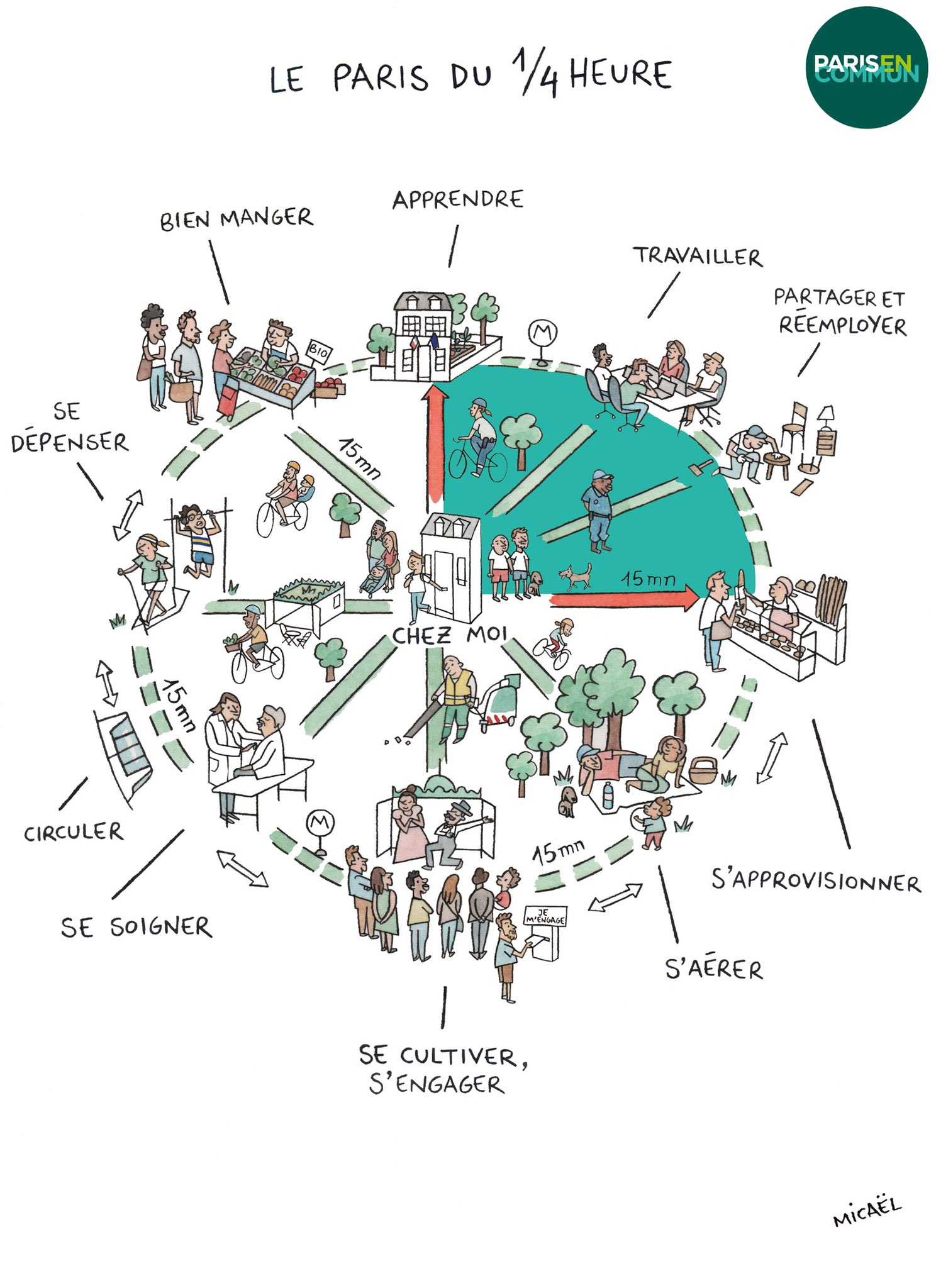
Modelo de ciudad del cuarto de hora, París

Carlos Moreno, arquitecto y urbanista, director científico de la cátedra ETI, Espíritu Empresarial, Territorio e Innovación de la Universidad París 1 Pantheón Sorbona, propone un nuevo desarrollo de las ciudades, el cual se fundamenta en que éstas permitan un movimiento tal de sus habitantes que en un cuarto de hora puedan cumplir todas sus necesidades sin necesidad de mayores desplazamientos. Se pretende así cambiar el paradigma de la ciudad moderna, y “se trata de recrear en las ciudades una calidad de vida a escala humana, salir del anonimato de las grandes urbes, escapar de una vida siempre apresurada. Obtener una calidad de vida social”.
Mediante el desarrollo de este acercamiento a lo que podría definirse como un urbanismo menor, vemos cómo estos procesos se caracterizan por la reterritorialización urbanística de las ciudades, basándose en conceptos como proximidad geográfica, proximidad familiar, multicentros, servicios de proximidad, etc. Mediante la creación de este urbanismo del cuarto de hora se pretende crear urbes integradas en función de su actor principal: el ciudadano.
Es así como mediante la organización de las urbes bajo criterios de proximidad, se permite deshacer el poder que opera normalmente en las ciudades modernas, el cual se ha concentrado en sus “multicentros”, como los centros comerciales, obligando de una u otra manera al ciudadano a tener que realizar grandes procesos de desplazamiento para poder conseguir acceder a estos servicios. Mediante el desarrollo de las ciudades de los 15 minutos, se permite crear espacios de excepciones, en el cual, se rompen los estereotipos de las ciudades que crean sus multicentros bajo fuerza y opresión.

#### El cronourbanismo
Este término fue empleado por primera vez en el Diccionario de Geografía aplicada y profesional, en el cual se empezó a definir un tipo de urbanismo que toma como prioridad la relación entre el tiempo y el espacio (space-time), en el cual se evocan los procesos de descentralización y desregulación. A partir de Torsten Hägerstrand y su «geografía del tiempo», cuando dio cuenta del carácter variable del tiempo y de cómo es usado por las personas a lo largo del día, pero especialmente en la forma desigual en que los individuos y las colectividades utilizan un mismo territorio; subrayando la importancia de la distancia-tiempo en la comprensión de los territorios y de las sociedades. Son reconocidos sus gráficos tridimensionales, aún hoy utilizados como base para la comprensión de la relación entre tiempos cortos y espacio. 
En este mismo marco, el geógrafo sueco Torsten Hägerstrand fue un pionero en el estudio de la geografía del tiempo. Una parte clave de su trabajo fue el desarrollo de métodos para visualizar líneas de mundo mundo. Por lo general, usó diagramas tridimensionales, con un plano 2D que muestra la posición en el suelo y el tiempo del eje vertical. A estas visualizaciones las llamó acuarios espacio-temporales.

#### El parkour
Mark Shepard, artista, arquitecto y profesor asociado del Estudio de Arquitectura y Medios en la Universidad de Buffalo, en su artículo Notes on Minor Urbanism, redactado con motivo de la Bienal de Venecia 2012, explica su aproximación en un solo canal de dos vídeos: a la izquierda Russian Climbing, un ejemplo de la nueva movilidad contemporánea del parkour; a la derecha, The Catalogue, producido por el videoartista Chris Oakley, una simulación desde la perspectiva de un sistema de vigilancia en un indefinido centro comercial del norte Inglaterra.
El parkour ayuda a desarrollar una conciencia espacial de posibilidades específicas de las estructuras urbanas. Desde el Flâneur de Walter Benjamin, hacia el dériviste de los situacionistas, los traceurs interpretan la ciudad no tan como representación reflexiva, sino como su promulgación transduccional: evidencian sus relaciones socioespaciales. En este contexto, el parkour se convierte en urban hacking, una forma de apropiarse de la arquitectura y sus accesorios para propósitos que el diseño original no sancionó ni anticipó.
En The Catalogue, los compradores son etiquetados, rastreados y monitoreados a medida que avanzan en sus rutinas. Todos los datos recogidos se redirigirán a favor de la logística de consumo. Incluso el consumo de comida en un sushi bar se emplea para un informe de un pronóstico de salud: imagínense estos datos vendidos a las empresas de seguros médicos.
Combinando estas dos ideas, la práctica del urbanismo menor implica trasladar la práctica del parkour al espacio de The Catalogue. Al igual que la literatura menor, el urbanismo menor implica hablar en un idioma mayor desde una posición menor. A diferencia de los principales enfoques de arquitectura y planificación urbana dominantes, el urbanismo menor examina los enfoques locales y compartidos en la red para formular nuestra propia experiencia de ciudad y nuestras elecciones viviéndola. La nueva tecnología aplicada a la vida urbana cotidiana ofrece un conjunto de datos geolocalizado, a través de sistemas diseñados y programados para recordar, relacionar y anticipar nuestros movimientos, transacciones y deseos. El urbanismo menor es un vehículo conceptual para comprender los complejos ensamblajes de actores, prácticas y situaciones creadas por la ubicomp del mundo real.
Shepard se interroga en el papel de este nuevo actor urbano, el traceur, sobre cómo podría desarrollar una conciencia espacial, en un entorno híbrido de ciudad material/inmaterial de las informaciones inducidas, de las dotaciones disponibles en estas infraestructuras virtuales y sus entrelazamientos con la vida cotidiana. El parkour se convierte en un vehículo conceptual, potencialmente capaz, en retrospectiva, recircular, reconfigurar y redirigir los flujos de personas, bienes y datos.